# صندوق المشاعر ريت
صندوق المشاعر ريت هو صندوق استثمار عقاري متداول مقفل يستثمر بشكل رئيسي في عقارات مطورة ومدرة للدخل في السعودية إلا أنه يجوز للصندوق الاستثمار في عقارات خارج المملكة العربية السعودية بما لا يزيد عن 25% من القيمة الإجمالية لأصول الصندوق، يعمل الصندوق وفقاً للائحة صناديق الاستثمار العقاري والتعليمات الخاصة بصناديق الاستثمار العقارية المتداولة الصادرة من هيئة السوق المالية.

## أهداف الصندوق
الهدف الرئيسي للصندوق هو توفير دخل جاري للمستثمرين من خلال الاستثمار في أصول عقارية مطورة تطويرا إنشائيا ومدرة للدخل من خلال استثمار ما لا يقل عن 55% من القيمة الإجمالية لأصول الصندوق حسب آخر قوائم مالية مدققة في مدينتي مكة المكرمة والمدينة المنورة، وبما لا يزيد عن 45% في باقي مُدن المملكة العربية السعودية.

## مجالات الإستثمار غير الرئيسية
1- حقوق المنفعة.
2- مشاريع التطوير العقاري المجدية سواء كانت مملوكة من قبله أم لم تكن.
3- النقد وما في حكمه، وحدات صناديق الاستثمار المرخصة من الهيئة، أسهم الشركات العقارية المدرجة في السوق السعودي تداول.
4- تجديد وإعادة تطوير العقارات.
5- اتفاقيات إعادة شراء العقار.

## الهيئة الشرعية
يوجد مستشار شرعي للصندوق يقوم بمراجعة شروط وأحكام الصندوق وجميع انشطته وتوافقها مع المعايير الشرعية والموافقة عليها

## وصلات خارجية
- صندوق المشاعر ريت حقائق وأرقام